# Cereus phatnospermus
Cereus phatnospermus är en kaktusväxtart som beskrevs av Karl Moritz Schumann. Cereus phatnospermus ingår i släktet Cereus och familjen kaktusväxter. Inga underarter finns listade i Catalogue of Life.